# フランス・デ・ムルダー
フランス・デ・ムルダー（Frans De Mulder、1937年12月17日 - 2001年3月5日）は、ベルギー、クリュイスハウテム出身の自転車競技（ロードレース）選手。 
兄、マルセル・デ・ムルダーもプロの元ロードレース選手であり、1952年のドイツ・ツアー総合2位、1955年のドーフィネ・リベレ総合3位などの実績を残した。

## 来歴
1959年にプロに転向。
1960年のブエルタ・ア・エスパーニャにおいて、区間4勝（=4、7、16、17a）を挙げ総合優勝を果たした。また、同年の国内選手権・個人ロードレースでも優勝。同じく同年のヘント〜ウェヴェルヘムでは2位に入った。
1963年に引退。